# Линейни крайцери тип „Ерзац Йорк“
Ерзац Йорк (на немски: Ersatz-Yorck-Klasse) са серия недовършени линейни крайцери на Германския императорски военноморски флот от Първата световна война.
Серията е последващо развитие на типа „Макензен“. При леко изменена схема на брониране трябва да имат по-силно въоръжение – оръдия с калибър от 380 мм. Съхранявайки същата силова установка, поради нарастналата водоизместимост трябва да имат по-ниска скорост на хода. От три кораба, планирани за построяване, е заложен само един – „Ерзац Йорк“. Той остава недостроен, след края на войната е разкомплектован на стапела за метал.

## История на проекта
През януари 1915 г. департаментът по общо проектиране „A“ решава да отчете опита от бойните действия и предлага да се достроят три от седемте поръчани крайцера от типа „Макензен“ по нов проект. В първоначалния проект са внесени изменения и поръчаните по него крайцери „Ерзац Йорк“, „Ерзац Шарнхорст“ и „Ерзац Гнайзенау“ се отделят в различен тип. Първоначално е планирано да се увеличат всичките три параметра – въоръжение, защита и скорост. Но тъй като се работи вече по бронята и механизмите, а по „Ерзац Йорк“ са започнати стапелните работи, е решено бронирането и силовата установка да се остави като на типа „Макензен“. Основните изменения в проекта са свързани със замяната на осемте 350-мм с осем 380-мм оръдия. Тези оръдия са същите, каквито има на линкорите от типа „Байерн“.
Само използването на новите оръдия и кули водят до увеличаване на водоизместимостта с 1000 т, което предизвиква пропорционален ръст и на другите елементи на тегловото натоварване. За това нормалната водоизместимостта в сравнение с „Макензен“ нараства с 2500 т до 33 500 т. Стремейки се да използват намиращите се в изработка отливки на носовата и кърмовата части, формата на носовата и кърмовата части са практически без изменения, а за компенсация на нарастналата водоизместимост правят вложка в централната част на корпуса. Ширината остава без изменения.
Поради нарастналото газене, при същите машини като на „Макензен“, разчетната максимална скорост пада от 28 до 27,25 възела. Едно от нововъведенията за крайцерите става планираното използване на редуктора на Фотингер, използван при крайцерите от типа „Висбаден“. На предходните типове линейни крайцери е използвано пряко съединение на парните турбини с валовете. Оптималната, от гледна точка получаването на максимален КПД, честота на въртене на парните турбини се различава от оптималната честота на въртене на винтовете. Освен това, при преход от крайцерски към пълен ход турбините менят честотата на въртене, което води до необходимостта да се търси компромис при избор на тяхната честота на въртене и падането на общото КПД на силовата установка. Най-доброто решение е използването на зъбен редуктор (турбозъбчат агрегат – ТЗА), обаче техническите възможности на онова време не позволяват производството на зъбен редуктор с нужната предавателна мощност. По същото време в което флота на САЩ експериментира с турбоелектрическата трансмисия, флотът на Германия използва редуктора на Фотингер. Този хидравличен редуктор позволява да се получи предавателно число до 5:1. На теория неговата употреба трябва да позволи да се получи икономия на гориво и да се увеличи далечината на плаване. Обаче последващата практика показва, че КПД на този редуктор не надхвърля 90% и почти цялата икономия отива на нула поради загубите в самия редуктор.

## Конструкция
Крайцерите не са достроени, за това описанието на конструкцията е на основа проекта и разчетните параметри. В случай, че крайцерите бяха влезли в строй, редица от характеристиките биха могли да се променят.

### Корпус
Нормалната водоизместимост на крайцерите от типа „Ерзац Йорк“ трябва да състави 33 500 т, пълната – 38 000 т. Пълната дължина би съставила 227,8 м (с 4,8 м повече, отколкото при „Макензен“), ширината 30,4 м, средното газене 9,3 м.
Корпусът трябва да бъде гладкопалубен, с леко издигане от кърмата към носа. Поради нарастналото с 0,3 м газене палубата на кораба също е вдигната с 0,3 м, за да се съхрани същата височина на надводния борд. Носовата и кърмовата части са взети от „Макензен“, включая бълбообразния нос. За направата на теоретичния чертеж са проведени нови изпитания в басейн, но по същество измененията се свеждат до поставянето на секции в корпуса в средната му част. Коефициентът на пълнота на корпуса и показателя на устойчивостта остават практически без изменения.
Кулите на 380-мм оръдия, разположени по линейно-терасовидната схема, и техните погреби са малко по-дълги от кулите за 350-мм оръдия и за това кулите „A“ и „B“ са преместени с 2,3 м към носа. При това разстоянието между носовите кули остава без изменения. Кула „C“ се намира на същото разстояние от кърмата, каквото е и на предходния проект. За компенсация на диферента, възникващ от пренасянето на носовата група кули, кърмовата кула „D“ е преместена с 3,5 м по-близо до кърмата. Увеличаването на разстоянието между кулите „C“ и „D“ позволява да се постави отсека за бордовите подводни торпедни апарати в най-защитената централна част – между котелните и турбинните отсеци. Също така при неговото наводняване няма да възникне и диферентът, погубил „Лютцов“.
Разположеният между котелните отсеци № 3 и № 4 отсек за дизелната електростанция е ликвидиран, премествайки го и погребите за 150-мм оръдия нататък към кърмата. Вместо два комина крайцерите получават един. Благодарение на това, преместването на триногата фокмачта по-далеч от бойната рубка не привежда към нарастване на нейното задимяване.
Рулите са разположени паралелно. Както и на „Макензен“, по проект вместо цистерните на Фрам за успокояване на люлеенето са използвани скулови килове.
Екипажът трябва да съставлява 1227 души – 46 офицера и 1180 подофицера, старшини и матроси.

### Въоръжение
Главният калибър на крайцерите съставляват осем 380-мм оръдия 38 cm/45 SK L/45 с дължина на ствола 45 калибъра. Оръдията имат клинов затвор система Круп. Те трябва да са в установките образец 1914 г. с първоначален ъгъл на наклон −8° и ъгъл на възвишение +16°. След Ютландското сражение ъглите са изменени на −5° и +20° съответно. Зарядът се състои от две части – основна в месингова гилза и допълнителна в копринен картуз. До подаването му в бойното отделение на кулата допълнителния заряд се намира в месингов пенал. Общото тегло на барутния заряд съставлява 277 кг. При ъгъл на възвишение от 20° той трябва да осигури на 750-кг бронебоен снаряд начална скорост от 800 м/с и далечина 23 200 м. Общият боекомплект е планиран от 720 снаряда – по 90 на оръдие.
Средната артилерия се състои от дванадесет 150-мм оръдия 15 cm/45 SK L/45 с дължина на ствола 45 калибра. Оръдията са на установки образец 1914 г. на средната палуба. Шест оръдия има от кула „A“ до предната бойна рубка. Още четири – около гротмачтата. И двете кърмови са разположени зад кула „D“. Ъгълът на наклон на оръдията съставлява −8°, а на възвишение +16°. Максималната далечина на стрелба съставлява 20 400 м. Зенитната артилерия е представена от осем 88-мм 45-калибрени зенитни оръдия с ъгъл на наклон −10° и ъгъл на възвишение +70°.
Числото на 600-мм подводни торпедни апарата е съкратено до три – един носов и два бордови в средната част на корпуса. Общият боекомплект трябва да съставляват 15 торпеда.

### Брониране
Бронирането като цяло повтаря това на „Макензен“, с изключение, че е увеличена дебелината на бронята на кулите и барбетите. Дебелата броня е направена от цементирана броня Круп. За компенсиране на нарастналото тегло е намалена дебелината на горния брониран пояс и дебелината на броневата палуба по краищата.
Главният броневи пояс от цементирана круповска броня има дебелина 300 мм. Под водата той изтънява и на 1,7 м под водолинията завършва на 150-мм дебелина. Над него се разполага горния броневи пояс с дебелина 200 мм в носа, 215 мм на мидъла и 240 мм в кърмовата част. Главният броневи пояс в носа и кърмата завършва с траверси с 250-мм дебелина, а горния с 200-мм. В носовия край главния пояс продължава с пояс със 120-мм дебелина, завършвайки на 23,5 м от форщевена. В кърмовия край главния пояс продължава с пояс със 100-мм дебелина, също завършвайки на 23,5 м от ахтерхщевена със 100-мм преграда.
Казематът за оръдията на противоминния калибър се защитава с броня с дебелина 150 мм. Между оръдията и зад тях са поставени 20-мм противоосколъчни екрани. Стените на носовата бойна рубка имат дебелина 300 – 350 мм, при основите 200 мм, а покрива има дебелина 100 – 170 мм. Кърмовата бойна рубка има стени с дебелина 200 мм и покрив 80 мм.
Кулите на главния калибър имат дебелина на челната част от 300 мм, странични стени от 250 мм и задна стена 290 мм. Наклонената част на покрива има дебелина 250 мм, а плоската – 150 мм. Барбетите на кулите имат дебелина 300 мм. Зад горния пояс те изтъняват до 180 мм и до 90 мм зад главния броневи пояс. На тази височина предната стена на барбета на кула „A“ е увеличена до 120 мм.
Главната бронева палуба в средната част на корпуса не излиза зад пределите на противоминната преграда и за това няма скосове. Те е с дебелина от 30 мм, увеличиваща се до 60 мм над погребите за боезапаса. В носовата част тя продължава с плочи с 20-мм дебелина. В кърмовата част тя има дебелина от 70 мм, достигаща до 100 мм над рулевия механизъм.
Горната бронева палуба преминава по горния ръб на главния броневи пояс и има дебелина 20 мм, удебелявайки се до 30 – 50 мм над 150-мм оръдия.
Противоторпедната бронева преграда в подводната част на корпуса има дебелина 50 мм, стигайки до 60 мм в районите на погребите за боезапаса. Нагоре, до горната палуба тя продължава във вид на противоосколъчна преграда с дебелина 30 мм.
Допълнителна конструктивна защита създават въглищните бункери, разположени зад противоторпедната преграда в района на котелните отделения.

### Силова установка
В състава на четиривалната паротурбинна силова установка влизат 8 нефтени двустранни и 24 въглищни едностранни парни котела. Те се намират в пет котелни отделения. В първите две са осемте нефтени, а в трите последващи – по осем въглищни котела. Благодарение на по-плътното разположение на котелните отделения димоходите са изведени в един комин. Независимо от това, че димоуловителя на първото котелно отделение е наклонен, дълъг и заема много място, намаляването на комините от два до един благоприятно се отразява на компоновката на кораба.
„Eрзац Шарнхорст“, както и „Макензен“, има два комплекта турбини „Парсънс“ с изключващи се на пълен ход турбини за крайцерския ход и пряко задвижване на валовете. Турбините за крайцерския ход въртят вътрешните двойка валове. На двата останали крайцера на главните турбини са поставени хидравличните редуктори на Фотингер.
Турбините задвижват четирите трилопастни винта с диаметър 4,2 м. Номиналната мощност на валовете съставлява 90 000 к.с. При честота на гребните валове от 295 об/мин това трябва да осигури на крайцера максимална скорост от 27,25 възела (По Грьонер – 27,3). Скоростта на шестчасовия форсиран ход в сравнение с „Макензен“ намалява от 26,5 до 26 възела. Нормалния запас гориво съставлява 850 т въглища и 295 т нефт. Максималния запас гориво от 4000 т въглища и 2000 т нефт трябва да са достатъчни за разчетната далечина от 5500 мили на скорост от 14 възела.
Електроенергията си кораба получава от 8 дизел-генератора с напрежение 220 В и обща мощност 2320 кВт.

## Построяване
Планираната стойност на построяването съставлява 75 милиона марки или 37,5 млн. руби в злато. Поръчката за построяването на „Ерзац Йорк“, на 10 април 1915 г., получава корабостроителницата „Вулкан“ в Хамбург. На същия 10 април 1915 г. поръчката за „Ерзац Гнейзенау“ е дадена на корабостроителницата „Германия“ в Кил. А на 11 април 1915 г. корабостроителницата „Блом унд Фос“ получава поръчката за построяване на „Ерзац Шарнхорст“. Крайцерите са предназначени за замяната на загубените в хода на войната броненосни крайцери „Йорк“, „Шарнхорст“ и „Гнайзенау“.
Първоначално строежът е планирано да завърши към есента на 1918 г. Строежът в Германия, във военно време, на големите кораби върви много бавно, а след това и напълно е прекратена в полза на строителството на подводни лодки. За това фактически от трите крайцера е заложен само един – „Ерзац Йорк“. Всичко на стапела са монтирани около 1000 т корпусни конструкции, които след войната са предадени за метал. Динамомашините, предназначени за „Ерзац Гназенау“ са използвани в подводните лодки U-15, U-152, U-153 и U-154.

## Сравнителна оценка
| Характеристики на артилерията на главния калибър на капитални кораби, заложени преди края на Първата световна война | Характеристики на артилерията на главния калибър на капитални кораби, заложени преди края на Първата световна война | Характеристики на артилерията на главния калибър на капитални кораби, заложени преди края на Първата световна война | Характеристики на артилерията на главния калибър на капитални кораби, заложени преди края на Първата световна война | Характеристики на артилерията на главния калибър на капитални кораби, заложени преди края на Първата световна война |
| --- | --- | --- | --- | --- |
| Оръдие | 15″/42 Mark I | 38 cm/45 SK L/45 | 381 mm/40 Model 1914                                                                                                | 410 mm/45 Type 3 |
| Дължина на ствола, калибри                                                                                          | 42 | 42,4 (45) | 40 | 45 |
| Калибър, мм | 381 | 380 | 381 | 410 |
| Носители | „Рипалс“ „Худ“ „Куин Елизабет“                                                                                      | „Ерзац Йорк“ „Байерн“                                                                                               | „Франческо Карачоло“                                                                                                | „Нагато“ |
| Година на приемане на въоръжение                                                                                    | 1915 | 1915 | 1916 | 1921 |
| Маса на бронебойния снаряд, кг                                                                                      | 871 | 750 | 884 | 1000 |
| Начална скорост, м/с                                                                                                | 752 | 800 | 700 | 790 |
| Дулна енергия, МДж                                                                                                  | 492,6 | 480 | 433,2 | 624,1 |
| Скорострелност, изстрела в минута                                                                                   | 2,0 | 2,5 | 1,5 – 2,0 | 1,5 – 2,5 |
| Максимална далечина на стрелбата, м (при ъгъл на възвишение)                                                        | 21 702 (20°) | 23 300 (20°) | 19 800 (20°) | ? 30 000 (25,5°) след модернизация                                                                                  |

Крайцерите от типа „Ерзац Йорк“ стават последния тип капитални кораби в германския флот, заложени в годините на Първата световна война. Те стават върхът на еволюционното развитие на германския линеен крайцер. Тези крайцери получават същото въоръжение, както и съвременните им линкори от типа „Байерн“. При това е съхранена скоростта на линейния крайцер и високото ниво на броневата защита. В този проект германските инженери максимално се приближават до концепцията за „бързоходния линкор“. Опитът от първите сражения на Първата световна война показва, че германския флот в условията на численото превъзходство на противника има нужда именно от такъв тип капитален кораб.
Последните линейни кораби и крайцери от времената на Първата световна война и в Германия и във Великобритания имат на въоръжение оръдия с равен калибър. Характеристиките на британското 381-мм и германското 380-мм оръдия се различават незначително. Основната отлика се заключава в различния подход към избора на скорост и тегло на снаряда. Германските кули и оръдия имат малко по-голяма скорострелност и са по-добре защитени от пожари.
При получаването на сведенията за тактико-техническите характеристики на новите строящи се германски линейни крайцери командващият Гранд Флийта Джон Джелико изказва безпокойство по повод това, че британския флот фактически няма да има какво да им противопостави. За противодействие на германските крайцери са необходими кораби с 30-възлова скорост. При това последните британски крайцери от типа „Ринаун“ имат неадекватна за тази цел защита. По-старите типове крайцери губят от новите германски крайцери по всички параметри. Това, а също и опита от Ютландското сражение карат британското Адмиралтейство кардинално да преработят намиращите се разработка проект за линейни крайцери от типа „Адмирал“. В крайна сметка по изменения проект от тях е достроен след края на войната само един – „Худ“. При същата артилерия на главния калибър и сравнимо с германските крайцери ниво на брониране, той има по-висока скорост. Наистина, цената за това е значителен ръст на водоизместимостта и стойността.
Сериозен противник за германския линеен крайцер също могат да станат представителите на скоростните линкори от времената на Първата световна война – британските типове „Куин Елизабет“, недостроените италиански от типа „Франческо Карачоло“ и японския тип „Нагато“. При въоръжение и брониране на дредноутите, тези линкори имат висока, сравнима с линейните крайцери скорост. Фактически конструкторите на тези линкори до концепцията на „бързоходния линкор“ от друга страна – чрез пътя на увеличаване на скоростта на линейния кораб.
| Сравнителни характеристики на капитални кораби, заложени в периода 1912 – 1917 г. | Сравнителни характеристики на капитални кораби, заложени в периода 1912 – 1917 г. | Сравнителни характеристики на капитални кораби, заложени в периода 1912 – 1917 г. | Сравнителни характеристики на капитални кораби, заложени в периода 1912 – 1917 г. | Сравнителни характеристики на капитални кораби, заложени в периода 1912 – 1917 г. | Сравнителни характеристики на капитални кораби, заложени в периода 1912 – 1917 г. | Сравнителни характеристики на капитални кораби, заложени в периода 1912 – 1917 г. | Сравнителни характеристики на капитални кораби, заложени в периода 1912 – 1917 г. |
| --------------------------------------------------------------------------------- | --------------------------------------------------------------------------------- | --------------------------------------------------------------------------------- | --------------------------------------------------------------------------------- | --------------------------------------------------------------------------------- | --------------------------------------------------------------------------------- | --------------------------------------------------------------------------------- | --------------------------------------------------------------------------------- |
|                                                                                   | „Ринаун“                                                                          | „Худ“                                                                             | „Макензен“                                                                        | „Ерзац Йорк“                                                                      | „Куин Елизабет“                                                                   | „Байерн“                                                                          | „Нагато“                                                                          |
| Клас                                                                              | линеен крайцер                                                                    | линеен крайцер                                                                    | линеен крайцер                                                                    | линеен крайцер                                                                    | линеен кораб                                                                      | линеен кораб                                                                      | линеен кораб                                                                      |
| Година на залагане                                                                | 1915                                                                              | 1916                                                                              | 1914                                                                              | 1916                                                                              | 1912                                                                              | 1913                                                                              | 1917                                                                              |
| Година на влизане в строй                                                         | 1916                                                                              | 1920                                                                              | —                                                                                 | —                                                                                 | 1915                                                                              | 1916                                                                              | 1920                                                                              |
| Стойност                                                                          |                                                                                   |                                                                                   | 66 млн. марки                                                                     | 75 млн. марки                                                                     |                                                                                   | 49 млн. марки                                                                     |                                                                                   |
| Водоизместимост нормална, т                                                       |                                                                                   |                                                                                   | 31 000                                                                            | 33 500                                                                            | 27 885                                                                            | 28 530                                                                            | 34 273,2                                                                          |
| Пълна, т                                                                          | 31 266,69                                                                         | 45 832,8                                                                          | 35 300                                                                            | 38 000                                                                            | 31 941                                                                            | 32 200                                                                            | 39 039                                                                            |
| Номинална мощност на СУ, к.с.                                                     | 112 000                                                                           | 144 000                                                                           | 90 000                                                                            | 90 000                                                                            | 56 000                                                                            | 35 000                                                                            | 80 000                                                                            |
| Скорост, възела                                                                   | 30                                                                                | 31                                                                                | 28                                                                                | 27,3                                                                              | 23                                                                                | 22                                                                                | 26,5                                                                              |
| Далечина, мили (на скорост, възела)                                               | 3650 (10)                                                                         | 4000 (10)                                                                         | 8000 (14)                                                                         | 5500 (14)                                                                         | 4500 (10)                                                                         | 5000 (12)                                                                         | 5500 (16)                                                                         |
| Брониране, мм                                                                     |                                                                                   |                                                                                   |                                                                                   |                                                                                   |                                                                                   |                                                                                   |                                                                                   |
| Пояс                                                                              | 152                                                                               | 305                                                                               | 300                                                                               | 300                                                                               | 330                                                                               | 350                                                                               | 305                                                                               |
| Кули, чело                                                                        | 280                                                                               | 380                                                                               | 300                                                                               | 300                                                                               | 330                                                                               | 350                                                                               | 356                                                                               |
| Барбети                                                                           | 179                                                                               | 305                                                                               | 300                                                                               | 300                                                                               | 254                                                                               | 350                                                                               | 305                                                                               |
| Рубка                                                                             | 254                                                                               | 280                                                                               | 350                                                                               | 300                                                                               | 280                                                                               | 350                                                                               | 370                                                                               |
| Палуба                                                                            | 75 – 25                                                                           | 100 – 50                                                                          | 100 – 50                                                                          | 100 – 50                                                                          |                                                                                   | 100 – 60                                                                          | 44+(76 – 38)                                                                      |
| Въоръжение                                                                        |                                                                                   |                                                                                   |                                                                                   |                                                                                   |                                                                                   |                                                                                   |                                                                                   |
| Главен калибър                                                                    | 3×2×381 мм/42                                                                     | 4×2×381 мм/42                                                                     | 4×2×350 мм/45                                                                     | 4×2×380 мм/45                                                                     | 4×2×381 мм/42                                                                     | 4×2×380 мм/45                                                                     | 4×2×410 мм/45                                                                     |
| Спомагателен                                                                      | 17×102 мм/44 2×76 мм                                                              | 12×140 мм/50 4×102 мм/45 4×47 мм                                                  | 12×150 мм/45 8×88 мм/45                                                           | 12×150 мм/45 8×88 мм/45                                                           | 16×152 мм/45 2×76 мм                                                              | 16×150 мм/45 2×88 мм/45                                                           | 20×140 мм/50 4×76 мм                                                              |
| Торпедно въоръжение                                                               | 2×533 мм ТА                                                                       | 6×533 мм ТА                                                                       | 5×600 мм ТА                                                                       | 3×600 мм ТА                                                                       | 4×533 мм ТА                                                                       | 5×600 мм ТА                                                                       | 8×533 мм ТА                                                                       |

## Коментари
1. ↑  В официалната немска класификация от онова време няма понятието „линеен крайцер“ (на немски: Schlachtkreuzer), и те, заедно с броненосните крайцери са класифицирани като „голям крайцер“ (на немски: Großer Kreuzer).
2. ↑  Според закона за флота, последната поправка към който е приета през 1912 г., в германския флот броя на големите крайцери трябва да бъде ограничен до 20 единици. За това когато броят им достига 20, новите влизащи в строй крайцери трябва вече да заменят старите. При залагането на нов крайцер му се дава предварително наименование „Ерзац“ (от немското „замяна“) + „Наименованието на заменяния от него кораб“. Така например, „Макензен“ трябва да замени в германския флот броненосният крайцер „Виктория Луиза“.
3. ↑  Система за активно успокояване на люлеенето. Състои се от цистерни с вода и мощни помпи, които препомпват вода между цистерните в противофаза на люлеенето на кораба. Поставяни са на първия линеен крайцер „Фон дер Тан“ и последващите до „Дерфлингер“. Но в процеса на експлоатация става ясно, че не по-малко ефективно е поставянето на обикновени скулови килове. За това започвайки от „Лютцов“ цистерните на Фрам не са поставяни.
4. ↑  Дължината на ствола, отнесена към калибъра на оръдието. Дадена е по британската система, в която под дължина се счита тази на канала на ствола. В Германия и Русия под дължина се разбира дължината от дулния срез до челото на затворното гнездо, за това е преизчислена според британската система, а в скобите е дадена официалната цифра спрямо националната система.
5. ↑  Към капиталните кораби в годините на Първата световна война се отнасят линкорите и линейните крайцери.
6. ↑  Британците отдават предпочитание на концепцията „тежък снаряд, ниска начална скорост“, а немците на „лек снаряд, висока начална скорост“. Преимуществата на първата концепция се заключават в това, че тежкия снаряд на голяма далечина пада под голям ъгъл и по-добре пробива палубата на кораба на противника. Високата начална скорост на средните дистанции, за сметка на по-настилната траектория, позволява да се получи по-голяма точност на стрелбата. На практика нито една от тези концепции няма видими преимущества.